# Meseta de los Dinosaurios
La Meseta de los Dinosaurios (en turcomano: Dinozawrlar platosy) es un afloramiento de estratos de caliza situado en la ladera de la cordillera de Koytendag en la Lebap velayat de Turkmenistán. Es famosa por tener el mayor número de huellas de dinosaurio encontradas en un solo lugar.

## Ubicación
La Meseta de los Dinosaurios se encuentra a tres kilómetros al suroeste del pueblo de montaña de Hojapil, a 1500 metros de altitud, en el territorio de la reserva natural de Koytendag,

## Leyenda
Una leyenda local turcomana dice que las huellas de grandes animales pertenecían a los elefantes del ejército de Alejandro Magno que quedaron durante su campaña asiática. Por ello, el pueblo cercano recibió el nombre de Hojapil, que se traduce del turcomano como «elefantes sagrados».

## Descubrimiento científico

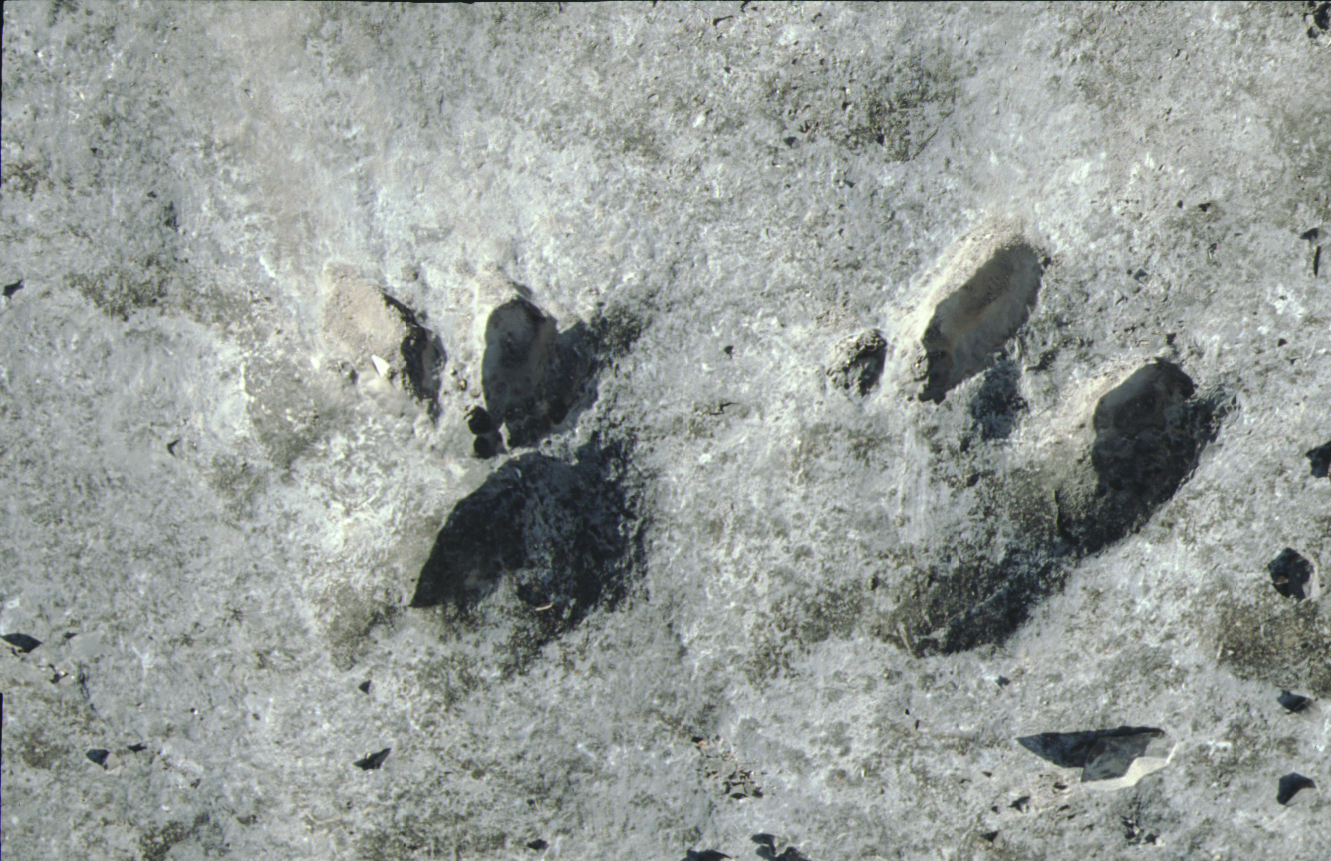
Meseta de los Dinosaurios (Turkmenistán).

El nombre del pueblo y la antigua leyenda sobre huellas inusuales indican que los residentes locales las conocían desde hacía mucho tiempo. Fueron ellos quienes indicaron la ubicación de las huellas a los historiadores y geólogos turcomanos locales, que elaboraron informes científicos al respecto en la segunda mitad del XX. Poco a poco, todo el mundo científico tuvo conocimiento del hallazgo, tras lo cual la Meseta fue examinada por especialistas del Instituto Paleontológico y del Instituto de Geología de la Academia de Ciencias de la Unión Soviética, y también fue visitada en repetidas ocasiones por grupos de estudiantes de varias universidades.

## Descripción

Meseta de los Dinosaurios (Turkmenistán).

La Meseta de los Dinosaurios tiene aproximadamente 400 metros de largo y 300 metros de ancho. En esta zona, los científicos han descubierto unas 3000 huellas de dinosaurio bien conservadas y 31 rastros. Tal número de huellas de dinosaurio no se ha encontrado en ningún otro lugar del mundo. Se han identificado 26 rastrilladas de  megalosaurios, las más largas de las cuales miden 195 metros, 226 metros, 266 metros y 311 metros, lo que constituye un «récord mundial». Además, las huellas de megalosaurios son las más grandes jamás encontradas datadas en el Jurásico. Todos estos datos indican que la Meseta de los Dinosaurios de Turkmenistán es única, ya que no tiene equivalentes en el planeta.
Los científicos opinan que la Meseta de los Dinosaurios se creó de la siguiente manera. Hace unos 145-150 millones de años, al final del período Jurásico, existía el fondo de una laguna poco profunda por la que caminaban enormes dinosaurios. Poco después, el agua retrocedió y el antiguo fondo se secó y litificó, convirtiéndose en una sólida capa de piedra caliza. Después de millones de años, como resultado de procesos geológicos, las placas tectónicas chocaron y esta zona, que antes yacía horizontal, se inclinó y se elevó hasta su altura actual. Al cabo de unos millones de años, las rocas más blandas fueron erosionadas y la zona con las huellas de dinosaurio quedó al descubierto.

## Patrimonio de la Humanidad de la UNESCO
Actualmente, el Gobierno de Turkmenistán está trabajando para incluir la Meseta de los Dinosaurios en la lista del Patrimonio de la Humanidad de la UNESCO.